# Полтава (поема)

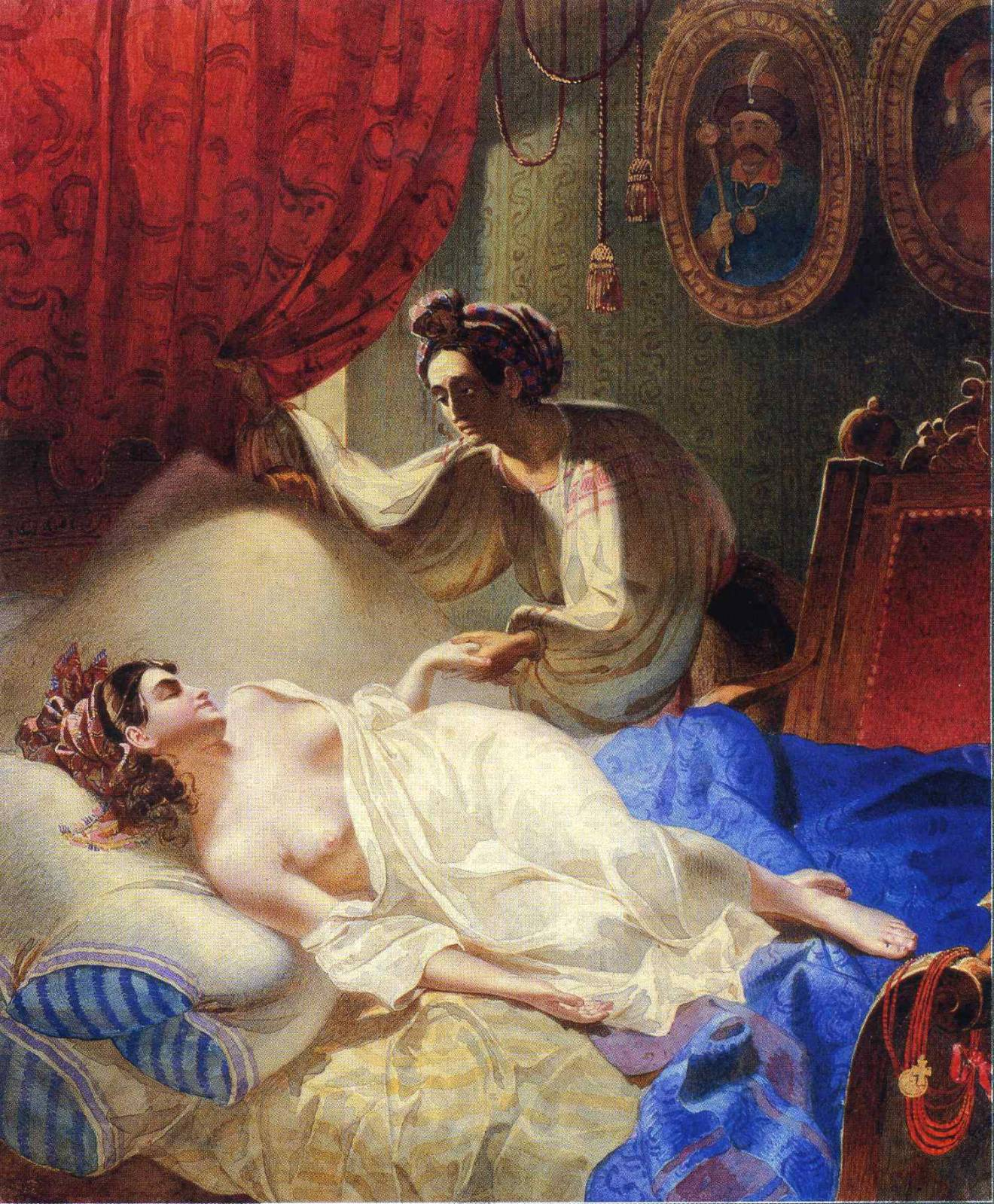
Тарас Шевченко. «Марія». Малюнок для поеми (1840)

«Полтава» — поема російського письменника О. С. Пушкіна, написана в 1828 році. Назва поеми вказує на Полтавську битву, яка відбулася 27 червня 1709 року. Під час праці над поемою Пушкін звертався до історичних джерел, а також до молдавських переказів, народних українських пісень і дум. При читанні поеми відчувається вплив народних пісень, казкових мотивів на її зміст і характер зображення її персонажів.
Поема присвячена Марії Волконській, дочці генерала Раєвського, героя війни 1812 року, яка послідувала за своїм чоловіком-декабристом в сибірське заслання. Вийшла в світ окремим виданням наприкінці березня 1829 року.
Перша назва поеми — «Мазепа»; лише в останній момент Пушкін змінив її на «Полтава» (згідно зі щоденником О. М. Вульфа, «з приватних причин»; сам Пушкін причиною зміни назви назвав епіграф поеми і небажання уславитися епігоном Байрона, у якого був твір з аналогічною назвою).
На думку багатьох сучасних українських дослідників, постать українського гетьмана Івана Мазепи у поемі зображено надто тенденційно.

## Дійові особи
- Іван Мазепа — український гетьман
- Василь Кочубей — український генеральний суддя
- Любов — дружина Кочубея
- Марія Кочубей — їх дочка (прототипом стала донька В. Л. Кочубея Мотря)
- Петро I — російський цар
- Карл XII — шведський король

## Сюжет
Поема складається з трьох пісень. Назва поеми натякає що сюжет твору розгортатиметься в місті Полтава, хоча всупереч назві, батальні сцени під Полтавою посідають незначне місце і з'являються лише в останній, третій пісні. Головні дійові особи Полтавської битви, російський цар Петро I та шведський король Карл ХІІ, не є героями першого плану поеми. Натомість, головним героєм є передовсім Мазепа.
У першій пісні розповідається про Марію, дочку генерального судді Кочубея та хрещеницю українського гетьмана Мазепи, що стала, відповідно до сюжету, коханкою гетьмана. Згадуються також події Великої Північної війни.
У другій пісні розповідається про невдалу інтригу Кочубея, спрямовану на усунення Мазепи, після чого послідувала страта Кочубея, якій Марія не запобігла. За винятком ролі Марії, дана частина сюжету заснована на історичних фактах. Утім, історичні факти узяті здебільшого з пісень, дум, документів, що мали чіткий проросійський характер, тож про об'єктивність висвітлення подій у творі з проукраїнської точки зору — мови нема.
У третій пісні розповідається про Полтавську битву, про перехід Мазепи на бік Швеції, що оцінюється Пушкіним як зрада, та описується подальша доля героїв.

## Виконання
Художнє читання
- 1934 — Антон Шварц. Хрестоматійний[5] уривок «Полтавський бій».
- 1948 — Василь Качалов[6]
- 1960 — Всеволод Аксьонов[6]

Радіоспектаклі
- 1947 — Дійові особи та виконавці: Ведучий — Михайло Лебедєв; Мазепа — Борис Оленін; Марія — Олена Коровіна; Кочубей — Борис Нечаєв; Мати Марії — Євдокія Турчанинова; Орлик — Григорій Кирилов. Композитор Віссаріон Шебалін[6].
- 1953 — Дійові особи та виконавці: Ведучий — Рубен Симонов; Мазепа — Михайло Астангов; Мати — Єлизавета Алексєєва; Марія — Олена Коровіна; Кочубей — Андрій Абрикосов; Орлик — Володимир Осенєв[6].
- 1975 — Сторінки поеми читають Костянтин Вахтеров і Наталія Литвинова. Редактор Міріам Ашкінезер[6].
- 1981 — Дійові особи та виконавці: Ведучий — Олексій Консовський; Кочубей — Володимир Самойлов; Мазепа — Леонід Марков; Марія — Ірина Акулова; Мати — Ніна Архипова; Орлик — Агрій Аугшкап. Режисер Віра Дубовська.[7] Редактор Тетяна Абрамова.
- 1987 — Авторський текст читає Кирило Лавров. Режисер Євген Агафонов.

Художні фільми
- 1909 — Мазепа — німий художній короткометражний фільм за мотивами поеми О. С. Пушкіна «Полтава» та лібрето опери «Мазепа». Режисер Василь Гончаров. Кіноательє О. О. Ханжонкова
- 1996 — Мазепа (ТБ) (Німеччина). Режисер Брайан Лардж.

## Аналіз твору

### Тенденційність зображення Мазепи
Давно ми заварили діло,

Тепер воно кипить у нас;

Година гарная наспіла,

Прокалатає швидко час.

Давно без батьківської слави

Ми, як воли, в ярмі жили,

У подданстві або Варшави,

Або великої Москви.

Возиться годі з москалями,

Украйні царством буть пора:

І я моїми козаками

Шпурну на моцного Петра!
[
Александр Пушкин 
Полтава
Давно замыслили мы дело
Теперь оно кипит у нас.
Благое время нам приспело;
Борьбы великой близок час.
Без милой вольности и славы
Склоняли долго мы главы
Под покровительством Варшавы,
Под самовластием Москвы.
Но независимой державой
Украйне быть уже пора:
И знамя вольности кровавой
Я подымаю на Петра] Помилка: {{Lang}}: текст вже має курсивний шрифт (допомога)
Переклад Євгена Гребінки
На відміну від західноєвропейських романтиків, які змальовували Мазепу молодим, закоханим у життя і свою державотворчу діяльність, російські письменники здебільшого подавали його як старого й немічного чоловіка, зокрема такий образ Мазепи створює Пушкін у поемі «Полтава».
Для своєї поеми, Пушкін використав слова з поеми Байрона як епіграф. Це не випадково, адже поштовхом до написання поеми «Полтава» стало невдоволення Пушкіна тим, що Джордж Байрон у своїй поемі «Мазепа» (1819) зобразив українського гетьмана відважним та шляхетним героєм, а не як лиходія та пройдисвіта, як того бажав Пушкін. Загалом, Пушкін відгукнувся критично на байронівського «Мазепу»:

Байрон знав Мазепу тільки за вольтеровою «Історією Карла ХІІ». Він вражений був тільки картиною людини, прив'язаної до дикого коня, який мчить степом. Картина звичайно поетична, […] але не шукайте тут ані Мазепи, ні Карла, ні цієї похмурої, ненависної, страдницької особи, яка з'являється у всіх майже творах Байрона, але якої […] в Мазепі якраз і немає.

Як відповідь байронівській поемі, Пушкін вирішив написав власну поему «Полтава», де образ Мазепи зображується неприховано негативно, й гетьман постає таким собі романтичним «лиходієм». Відомо, що на відміну від Байрона, який як історичне першоджерело використовував «Історію Карла XII», при написанні «Полтави» Пушкін використовував книгу «Історія Русів» й згодом присвятив її вірогідному автору статтю у своєму журналі «Сучасник» (рос. «Современник»). Не зважаючи на намагання Пушкіна триматися історичної достовірності, в кінцевому результаті події, пов'язані з українською історією, були описані ним викривлено, а його опис Мазепи мав шовіністичне забарвлення. Загалом, поемою «Полтава», яку високо оцінив російський імператор Микола І, Пушкін продемонстрував свою абсолютну відданості офіційній російській імперській ідеології, яка заперечувала право окремих поневолених народів (зокрема українців) на власну державу.
Аналізуючи твір Пушкіна, видається що основним завданням поеми «Полтави» було довести «історичну закономірність» знищення української державності та «історичної неминучість» поглинання України Росією. Однобоко оспівано велич Петра І, а постать українського гетьмана Івана Мазепи заплямовано: Мазепа у Пушкіна «підступний», «лютий», «хитрий», «холодний», «згубник», «лукавий», «змій», у нього «чорні помисли», він носить у грудях «кипучу отруту». Характерні ознаки психологічного портрету Мазепи Пушкіним є «злочинність» — як людини, і ненадійність та авантюрність — як державного діяча.

## Похідні твори
На сюжеті поеми Пушкіна «Полтава» заснована опера «Мазепа» Петра Чайковського.
Під впливом «Полтави» Йосип Бродський написав українофобний вірш «Щодо незалежності України».

## Переклади українською
- Олександр Пушкін. Полтава. Вольний пєрєвод на малоросійський язик: Євген Гребінка. СПб: В тіпографії І. Вороб'йова. 1836. 74 стор.
- Олександр Пушкін. Полтава. Переклад з російської: Сава Голованівський. Харків: Дерджлітвидав УРСР. 1937. 72 стор.
  - (перевидання) Олександр Пушкін. Полтава. Переклад з російської: Сава Голованівський. Харків: Держвидав України, 1946. 58 с.
- Олександр Пушкін. Полтава. Переклад з російської: Андрія Малишка та Максима Рильського. // Олександр Пушкін. Твори у 4 томах.: Т 2. Вступна стаття М. Гудзія. Київ: Держлітвидав, 1949. 852 с.